# 横山村 (福岡県)
横山村（よこやまむら）は、福岡県八女郡にあった村。現在の八女市、八女郡広川町の一部。

## 地理
耳納山地の南麓で、星野川の北に位置していた。

## 歴史
- 1889年（明治22年）4月1日 - 町村制の施行により、上妻郡下横山村、上横山村、北川内村（一部、字堤谷・白木平・北向）、水原村（一部）が合併して村制施行し、横山村が発足[1][2]。
- 1896年（明治29年）4月1日 - 郡の統合により八女郡に所属[1][3]。
- 1919年（大正8年）- 藤木信用組合設立[1]
- 1933年（昭和8年）- 藤木信用組合が産業組合に改組[1]。
- 1948年（昭和23年）
  - 4月1日 - 下横山字小椎尾を八女郡上広川村に編入[1][2]。
  - 7月1日 – 大字下横山、上横山（一部、藤木・岩下・今村）を八女郡北川内村に編入[1][2]。
- 1958年（昭和33年）3月1日 - 八女郡北川内町と合併して上陽町を新設し廃止された[1][2]。

## 交通
- 1926年（大正15年）- 上横山に乗合自動車開通[1]。